# Claudio Baggini

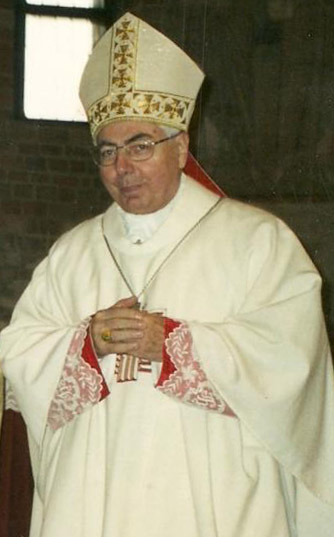
Bischof Claudio Baggini

Claudio Baggini (* 1. August 1936 in Rom; † 25. September 2015 in Lodi) war ein römisch-katholischer Geistlicher und Bischof von Vigevano.

## Leben

Bischofswappen

Claudio Baggini empfing am 14. Juni 1959 die Priesterweihe.
Papst Johannes Paul II. ernannte ihn am 18. März 2000 zum Bischof von Vigevano. Die Bischofsweihe spendete ihm der Bischof von Lodi, Giacomo Capuzzi, am 30. April desselben Jahres im  Dom von Lodi; Mitkonsekratoren waren Paolo Magnani, Bischof von Treviso, und Giovanni Locatelli, emeritierter Bischof von Vigevano. Die feierliche Amtseinführung (Inthronisation) fand am 18. Juni desselben Jahres statt.
Am 12. März 2011 nahm Papst Benedikt XVI. sein altersbedingtes Rücktrittsgesuch an.
Claudio Baggini war Großoffizier des Ritterordens vom Heiligen Grab zu Jerusalem.